# Stark (Familienname)
Stark ist ein Familienname aus dem deutschsprachigen Raum.

## Varianten
- Starck, Starcke

## Namensträger

### A
- Adele von Stark (1859–1923), österreichische Emailkünstlerin
- Adolf Stark (Züchter) (1834–1910), ungarischer Rebzüchter
- Adolf Stark (Schriftsteller) (1873–1943), böhmisch-österreichischer Schriftsteller, Arzt, Politiker und Freimaurer
- Adolf Stark (Politiker) (* 1950), österreichischer Politiker (BZÖ, FPÖ, FPK), Kärntner Landtagsabgeordneter
- Agneta Stark (* 1946), schwedische Wirtschaftswissenschaftlerin
- Albin Stark (John Albin Svensson-Stark; 1885–1960), schwedischer Architekt
- Anton Stark (1929–2018), deutscher Jurist und Politiker (CDU)
- Archie Stark (1897–1985), US-amerikanischer Fußballspieler
- August Stark (1866–1950), österreichischer Kirchenmusiker, Komponist und Lehrer
- Augustin Stark (1771–1839), deutscher Naturforscher
- Avrill Stark, Film- und Fernsehproduzentin

### B
- Barbara Stark (* 1959), deutsche Kunsthistorikerin, Leiterin der Städtischen Wessenberg-Galerie in Konstanz
- Benjamin Stark (1820–1898), US-amerikanischer Politiker
- Bernhard Stark (1767–1839), Benediktiner, Archäologe, Epigraphiker (Ordensname, eigentlich Matthäus Anton)
- Bettina Stark-Watzinger (* 1968), deutsche Politikerin (FDP)
- Billy Stark (* 1956), schottischer Fußballspieler und -trainer
- Bobby Stark (1906–1946), US-amerikanischer Trompeter
- Bogdan Nicolae Stark, rumänischer Handballschiedsrichter
- Britta Stark (* 1963), deutsche Politikerin (SPD), MdL Brandenburg

### C
- Carl Wilhelm Stark, siehe Karl Wilhelm Stark
- Carsten Stark (* 1966), deutscher Soziologe
- Chris Stark (* 1996), deutscher Zauberkünstler, Moderator und Showman
- Christian Stark (* 1968), deutscher Schauspieler und Sprecher
- Christian Ludwig Wilhelm Stark (1790–1818), deutscher Theologe
- Christian Martin Leopold Stark (1761–1837), Landkommissar zu Buttelstedt
- Christin Stark (* 1989), deutsche Schlagersängerin
- Christoph Stark (Regisseur) (* 1965), deutscher Regisseur
- Christoph Stark (Politiker) (* 1967), österreichischer Politiker (ÖVP)
- Christoph Stark (Freestyle-Skier) (* 1980), deutscher Skifahrer
- Chynae Stark (* 1998), neuseeländische Volleyballspielerin
- Curt A. Stark (1880–1916), deutscher Schauspieler und Regisseur

### D
- Daniel Stark (* 1976), Schweizer Basketballspieler
- Derek Stark (Fußballspieler) (* 1958), schottischer Fußballspieler
- Derek Stark (Rugbyspieler) (Derek Alexander Stark; * 1966), schottischer Rugby-Union-Spieler
- Dominic Stark (* 1982), Schweizer Basketballspieler
- Dominikus Stark (* 1973), deutscher Architekt
- Dominique Stark (* 1988), Schweizer Radsportler
- Don Stark (* 1954), amerikanischer Schauspieler

### E
- Edmund Stark (1909–2004), deutscher Jurist und Richter
- Ekkehart Stark (1947–2022), deutscher Maler und Grafiker
- Elizabeth Stark (1923–2000), schottische Bergsteigerin, Sprachtherapeutin
- Elli Stark (* 1980), Schauspielerin
- Emil Stark (Lehrer) (1865–1943), deutscher Lehrer, Esperantist und Stenograf
- Emil Wilhelm Stark (1920–2006), Schweizer Jurist und Hochschullehrer
- Ernst Stark (Politiker) (1859–nach 1920), deutscher Postbeamter und Politiker (BVP), MdL Bayern
- Ernst Stark (Bildhauer) (* 1965), deutscher Holzbildhauer
- Ethel Stark (1910–2012), kanadische Dirigentin, Violinistin und Musikpädagogin
- Eugen Stark (1936–2021), österreichischer Schauspieler

### F
- Ferdinand Stark (Politiker, I), deutscher Politiker, MdL Bukowina
- Ferdinand Stark (Politiker, 1926) (1926–2001), deutscher Jurist und Politiker (CDU)
- Frank Stark (* 1966), deutscher Spieleautor
- Franz Stark (Philologe) (1818–1880), deutscher Philologe und Politiker
- Franz Stark (Bildhauer), österreichischer Bildhauer
- Franz Stark (SS-Mitglied) (1901–1982), deutscher SS-Hauptsturmführer
- Franz Stark (Kirchenhistoriker) (1916–1991), Schweizer Geistlicher und Kirchenhistoriker
- Franz Stark (Journalist) (* 1938), deutscher Journalist
- Franz Stark von Rungberg (Franz Xaver Stark von Rungberg; 1840–1917), tschechischer Maschinenbautechniker und Hochschullehrer
- Franz Karl Stark (1873–1952), tschechoslowakischer Politiker
- Franziska Stark (* 1961), deutsche Poolbillardspielerin
- Freya Madeline Stark (1893–1993), britische Forschungsreisende und Reiseschriftstellerin
- Friedrich Stark (1954–2016), südafrikanischer Schauspieler und Filmproduzent
- Fritz Stark (1916–1998), deutscher Maler

### G
- George R. Stark (* 1933), US-amerikanischer Molekularbiologe
- Gerta von Stark, Pseudonym von Gertrud von le Fort (1876–1971), deutsche Schriftstellerin
- Grace Stark (* 2001), US-amerikanische Hürdenläuferin
- Graham Stark (1922–2013), britischer Komödiant, Schauspieler und Regisseur
- Günther Stark (Intendant) (1889–1970), deutscher Theaterwissenschaftler und -intendant
- Günther Stark (Mediziner) (1922–2015), deutscher Gynäkologe
- Günther Stark (Biophysiker) (* 1938), deutscher Biologe und Biophysiker
- Gustl Stark (1917–2009), deutscher Maler und Grafiker

### H
- Hans Stark (SS-Mitglied) (1921–1991), deutscher SS-Untersturmführer
- Hans Stark (Politiker) (* 1950), deutscher Handwerker, Verbandsfunktionär und Politiker
- Hans-Peter Stark (Fußballspieler) (* 1954), deutscher Fußballspieler
- Hans-Peter Stark (Maler) (* 1971), deutscher Maler
- Harald Stark (Heimatforscher) (* 1966), deutscher Heimatforscher und Schriftsteller
- Harald Stark (Politiker) (* 1981), österreichischer Politiker (FPÖ)
- Harold Stark (* 1939), US-amerikanischer Mathematiker
- Harold R. Stark (1880–1972), US-amerikanischer Admiral
- Heinrich Stark (Bildhauer), deutscher Holzbildhauer
- Heinrich Stark (Jurist) (1928–2023), deutscher Jurist und Richter
- Heinrich Eduard Stark (1802–1844), deutscher Kupferstecher und Architekt
- Heinrich Theodor Stark (1843–1898), deutscher Instrumentenbauer und -händler
- Hermann Stark (1926–2009), deutscher Schmuckdesigner und Hochschullehrer
- Holger Stark (Künstler) (* 1960), deutscher Künstler
- Holger Stark (Pharmazeut) (* 1962), deutscher Pharmazeut
- Holger Stark (Biochemiker) (* 1967), deutscher Biochemiker
- Holger Stark (Journalist) (* 1970), deutscher Journalist
- Horst Stark (* 1934), deutscher Schauspieler und Synchronsprecher

### I
- Ian Stark (* 1954), schottischer Vielseitigkeitsreiter
- Immanuel Stark (* 1994), deutscher Radrennfahrer
- Isolde Stark (* 1945), deutsche Althistorikerin und Schriftstellerin

### J
- Jakob Stark (* 1958), Schweizer Politiker (SVP)
- Jakob Stark (Kameramann) (* 1982), deutscher Kameramann
- James Stark (Maler) (1794–1859), englischer Maler
- James Stark (Fußballspieler) (1880–??), schottischer Fußballspieler
- James P. Stark (1885–1929), britischer Leichtathlet
- Jeanne Stark-Iochmans († 2020), belgische Pianistin

- Johann Christian Stark der Ältere (1753–1811), deutscher Mediziner, Geburtshelfer und Hochschullehrer
- Johann Christian Stark der Jüngere (1769–1837), deutscher Mediziner und Hochschullehrer
- Johannes Stark (auch Johann Stark; 1874–1957), deutscher Physiker
- John Stark (1728–1822), US-amerikanischer General
- Jonas Stark (Fußballspieler) (* 1972), schwedischer Fußballspieler
- Jonas Stark (Pianist) (* 1998), deutscher Pianist
- Jonathan Stark (Schauspieler) (* 1952), US-amerikanischer Schauspieler, Drehbuchautor und Fernsehproduzent
- Jonathan Stark (Tennisspieler) (* 1971), US-amerikanischer Tennisspieler
- Jonathan Stark (Basketballspieler) (* 1995), US-amerikanischer Basketballspieler
- Josef August Stark (1782–1838), österreichischer Maler, Grafiker und Kunsterzieher
- Joseph Franz Xaver Stark (1750–1816), deutscher Theologe
- Jürgen Stark (Ökonom) (* 1948), deutscher Ökonom
- Jürgen Stark (Autor) (* 1957), deutscher Autor und Journalist
- Juri Karlowitsch Stark (1878–1950), russischer Admiral
- Julia Stark (* 1987), deutsche Schauspielerin
- Julian Stark (* 2001), deutscher Fußballspieler
- Julie Stark (* 1991), deutsche Schauspielerin

### K
- Karel Štark (* 1942), tschechoslowakischer Radrennfahrer
- Karl Stark (Mediziner) (1836–1897), deutscher Psychiater
- Karl Stark (Künstler) (1921–2011), österreichischer Maler
- Karl Bernhard Stark (1824–1879), deutscher Archäologe
- Karl Wilhelm Stark (1787–1845), deutscher Arzt und Hochschullehrer
- Katharina Stark (* 1998), deutsche Schauspielerin
- Kathleen Stark (* 1975), deutsche Turnerin, siehe Kathleen Kern
- Kilian Stark (* 1986), österreichischer Politiker (Grüne), Landtagsabgeordneter
- Koo Stark (* 1956), US-amerikanische Schauspielerin und Fotografin
- Kurt Stark (1858–1934), sächsischer Generalleutnant

### L
- Lars Stark (* 1983), deutscher Schachspieler
- Leonhard Stark (1894–1982), deutscher Wanderprediger und Inflationsheiliger
- Linda Stark (Sängerin) (* 1988), deutsche Sängerin und Songwriterin
- Linda Stark (Politikerin) (* 2001), deutsche Politikerin
- Lloyd C. Stark (1886–1972), US-amerikanischer Politiker
- Lothar Stark (Filmproduzent) (1876–1944), deutscher Filmproduzent
- Lothar Stark (Theologe) (1912–2003), deutscher Theologe und Pastor
- Lothar Stark (Ingenieur), deutscher Bergbauingenieur
- Ludwig Stark (Musiker) (1831–1884), deutscher Pianist, Komponist und Hochschullehrer
- Ludwig Stark (Dramaturg) (1851–1917), deutscher Dramaturg

### M
- Manuel Stark (* 1992), deutscher Journalist und Autor
- Marceli Stark (1908–1974), polnischer Mathematiker
- Marco Stark (Fußballspieler, 1981) (* 1981), deutscher Fußballspieler
- Marco Stark (Fußballspieler, 1993) (* 1993), österreichischer Fußballspieler
- Mario Stark (* 1992), deutscher Handballspieler
- Max Stark (1871–1939), deutscher Architekt
- Maximilian Stark (1922–1998), deutscher Bildhauer
- Meinhard Stark (* 1955), deutscher Pädagoge, Publizist und Historiker
- Michael Stark (Geologe) (1877–1953), österreichischer Geologe, Mineraloge und Petrograf
- Michael Stark (Schauspieler) (* 1955), kanadischer Schauspieler
- Michael Stark (Radsportler), tschechischer Paracycler
- Michael Sadre-Chirazi-Stark (* 1952), Psychologe, Psychiater und Hochschullehrer
- Michaela Stark (* 1978), deutsche Klassische Archäologin
- Milva Stark (* 1982), deutsch-schweizerische Schauspielerin
- Miriam T. Stark (* 1962), US-amerikanische Archäologin
- Mirko Stark (* 1973), deutscher Fußballspieler
- Myriam Stark (* 1962), deutsche Schauspielerin und Schauspiellehrerin

### N
- Niklas Stark (* 1995), deutscher Fußballspieler
- Nikolaus Stark (* 1931), deutscher Künstler und Priester
- Nurit Stark (* 1979), israelische Violinistin, Bratschistin und Hochschullehrerin
- Nele Stark (* 2003), deutsche Sportschützin

### O
- Oliver Stark (* 1991), britischer Schauspieler
- Oskar Stark (Journalist) (1890–1970), deutscher Journalist und Widerstandskämpfer
- Oskar Stark (Grafiker) (* 1930), deutscher Grafiker und Grafikdesigner
- Oskar Wiktorowitsch Stark (1846–1928), russischer Admiral
- Otto Stark (Maler) (1859–1926), US-amerikanischer Maler
- Otto Stark (Kabarettist) (1922–2018), österreichisch-deutscher Kabarettist und Schauspieler

### P
- Paul Stark (* 1967), niederländischer Pianist und Komponist
- Pete Stark (1931–2020), US-amerikanischer Politiker
- Peter Stark (1888–1932), deutscher Botaniker und Hochschullehrer
- Phil Stark (1919–1992), deutsch-kanadischer Sänger (Tenor)
- Philipp Stark (* 1987), deutscher Politiker (parteilos)

### R
- Ray Stark (1914–2004), US-amerikanischer Filmproduzent
- Renate Stark-Voit (* 1953), deutsche Musikwissenschaftlerin
- Richard Stark (Politiker) (1903–1991), deutscher Politiker (SPD, KPD)
- Richard Stark, Pseudonym von Donald E. Westlake (1933–2008), US-amerikanischer Schriftsteller
- Robert Stark (1847–1922), deutscher Klarinettist, Komponist, Herausgeber und Instrumentalpädagoge
- Rocco Stark (* 1986), deutscher Schauspieler und Sänger
- Rodney Stark (1934–2022), US-amerikanischer Religionssoziologe
- Roland Stark (* 1951), Schweizer Politiker
- Rudi Stark (1914–1989), deutscher Schauspieler und Sprecher von Kinderhörspielen (Funkbericht aus Kasperlehausen)
- Rudolf Stark (Pilot) (1897–1982), deutscher Jagdflieger
- Rudolf Stark (Altphilologe) (1912–1966), deutscher Klassischer Philologe
- Rudolf Stark (Fußballspieler), österreichischer Fußballspieler
- Rudolf Stark (Schiedsrichter) (1942–2022), deutscher Fußballschiedsrichter
- Rudolf Stark (Politiker) (* 1948), österreichischer Politiker (FPÖ)
- Rudolf Stark (Eishockeyspieler) (* 1952), deutscher Eishockeyspieler
- Rudolf Stark (Psychologe) (* 1961), deutscher Psychologe und Hochschullehrer

### S
- Sebastian Stark (* 2000), österreichischer Politiker
- Sergio Arellano Stark (1921–2016), chilenischer Generalmajor
- Siegfried Stark (Fußballspieler) (1940–2011), deutscher Fußballspieler
- Siegfried Stark (Leichtathlet) (* 1955), deutscher Zehnkämpfer

### T
- Theodor Stark (1819–1879), deutscher Hochschulbeamter
- Thomas Stark (Beachvolleyballspieler) (* 1983), deutscher Beachvolleyballspieler und -trainer
- Thomas C. Smith-Stark (Thomas Cedric Smith-Stark; 1948–2009), US-amerikanischer Linguist
- Thomas Heinrich Stark (* 1960), deutscher Philosoph
- Traudl Stark (1930–2021), deutsche Schauspielerin

### U
- Udo Stark (* 1947), deutscher Finanzmanager
- Ulf Stark (1944–2017), schwedischer Schriftsteller und Drehbuchautor
- Ulrich Stark (* 1943), deutscher Regisseur

### W
- Walter Stark (1924–2009), deutscher Historiker
- Wenzel Stark (1870–1928), deutscher Politiker (USPD), Abgeordneter des Oldenburger Landtags
- Werner Stark (1909–1985), deutscher Soziologe
- Wilhelm Stark (Unternehmer) (1908–2001), deutscher Unternehmensgründer
- Wilhelm Stark (Konstrukteur) (* 1920), deutscher Flugzeugkonstrukteur
- William Ledyard Stark (1853–1922), US-amerikanischer Politiker
- Winfried Stark (* 1955), deutscher Musiker
- Wolfgang Stark (* 1969), deutscher Fußballschiedsrichter

### Y
- Yannick Stark (* 1990), deutscher Fußballspieler

### Z
- Zoey Stark (* 1994), amerikanische Wrestlerin